# Children (kompozycja)
Children – instrumentalna kompozycja włoskiego kompozytora Roberta Milesa. Po raz pierwszy wydano ją we Włoszech w styczniu 1995 roku jako część EP Soundtracks na wytwórni DBX Joe Vannellego, ale nie znalazła się na listach przebojów. Vannelli zabrał utwór do klubu nocnego w Miami, gdzie usłyszał go Simon Berry z Platipus Records. Berry współpracował z Vannellim i Jamesem Bartonem (z klubu nocnego Cream w Liverpoolu), aby wydać kompozycję w listopadzie 1995 roku jako główny singiel z debiutanckiego albumu Milesa, Dreamland (1996). „Children” uzyskało certyfikat złotej i platynowej płyty w kilku krajach i osiągnęło pierwsze miejsce w ponad 12 krajach; był to najpopularniejszy singiel w Europie w 1996 roku.

## Inspiracja i charakterystyka
Miles dał dwie inspiracje do napisania „Children”. Jedna była odpowiedzią na zdjęcia dzieci będących ofiarami wojny w Jugosławii, które jego ojciec przywiózł do domu z misji humanitarnej w byłej Jugosławii; a druga, zainspirowana jego karierą DJ-a, miała na celu stworzenie utworu kończącego sety DJ-skie, mającego na celu uspokojenie uczestników rave'ów przed ich powrotem do domu, jako sposób na zmniejszenie liczby ofiar śmiertelnych wypadków samochodowych. Nagranie „Children” kosztowało 150 funtów.
„Children” jest jednym z pionierskich utworów Dream house, gatunku elektronicznej muzyki tanecznej charakteryzującego się onirycznymi melodiami fortepianowymi i stałym, czteropunktowym bębnem basowym. Stworzenie dream house było odpowiedzią na presję społeczną we Włoszech na początku lat 90.: rozwój kultury rave wśród młodych dorosłych i związana z tym popularność klubów nocnych spowodowały cotygodniowy trend zgonów w wyniku wypadków samochodowych, gdy klubowicze przejeżdżali przez cały kraj w nocy, zasypiając za kierownicą z powodu wyczerpującego tańca, a także zażywania alkoholu i narkotyków. W połowie 1996 r. liczba zgonów z powodu tego zjawiska, zwanego strage del sabato sera (sobotnia rzeź) we Włoszech, szacowana była na 2000 od początku dekady. Działanie DJ-ów, takich jak Miles, polegające na graniu wolniejszej, uspokajającej muzyki na zakończenie nocnego setu, jako środka przeciwdziałającego szybkim, powtarzalnym utworom, które poprzedzały, spotkało się z aprobatą władz i rodziców ofiar wypadków samochodowych.
Krytyk Boris Barabanov twierdził, że „Dzieci” są podobne do piosenki rosyjskiego piosenkarza Garika Sukachova „Напои меня водой” („Napoi menia vodoi” – „Ugaś moje pragnienie”) i mówi, że piosenka została napisana przed „Dziećmi”. Sukachov powiedział, że wyraził zgodę na wykorzystanie melodii, choć istnieją co do tego wątpliwości.

## Odbiór

### Odbiór krytyczny
„Children” otrzymało szerokie uznanie krytyków, wielu nazwało utwór arcydziełem. Redaktor AllMusic Jose F. Promis opisał go jako „magiczny”. Billboard przypisuje jego powszechny sukces melodyjnej naturze, charakteryzującej się „natychmiast rozpoznawalnym” riffem fortepianowym (którego nie było w oryginalnej wersji utworu). Określają ten czynnik jako uczynienie utworu dostępnym dla szerszej publiczności poza bywalcami klubów i fanami muzyki elektronicznej za pomocą emisji radiowej. Larry Flick z magazynu zauważył, że Miles „mądrze poświęca czas na rozwikłanie swojej melodii, pozwalając jej oddychać w natarczywym, nu-NRG beat i barwiąc ją migoczącymi efektami electro i wibrującymi syntezatorami. Radosny i orzeźwiający, jak tylko może być, „Children” zasługuje na to, by być jednym z tych rzadkich albumów, które nigdy nie znikają poza powtarzającym się statusem na playliście każdego DJ-a. Musimy usłyszeć więcej od Milesa... i musimy usłyszeć to teraz” Daina Darzin z Cash Box uznała go za „transowy, dramatyczny utwór taneczny”. Dave Sholin z Gavin Report napisał: „W czasie, jaki zajmuje ci wysłuchanie tej piosenki, inny kraj prawdopodobnie umieścił ten niezwykły utwór instrumentalny na szczycie swojej listy przebojów. Podaj nazwę kraju, a prawdopodobnie jest on obecnie numerem jeden. A teraz muzyka tego klasycznie wykształconego włoskiego pianisty/producenta ma zejść na fale radiowe i parkiety taneczne w USA. Melodia jest hipnotyczna”. James Hamilton z Music Week's RM Dance Update nazwał ją „trance'owym włoskim utworem instrumentalnym w stylu „muzyki marzeń”. Recenzent z People Magazine nazwał ją „techno-requiem” Synthmania.com, który identyfikuje „Children” jako napisany na Kurzweil K2000, nazywa to brzmieniem „pianina marzeń”, składającym się ze „standardowego fortepianu, basu syn i dźwięków smyczkowych/padów skąpanych w opóźnieniu i pogłosie”.

### Wyniki na listach przebojów
„Children” został wydany po raz pierwszy we Włoszech w styczniu 1995 roku na wytwórni DBX Joe T. Vanelliego, jako część Soundtracks EP. Następnie, po prezentacji na spotkaniu DJ-ów i producentów płyt w Miami, utwór został licencjonowany przez brytyjską wytwórnię Platipus Records, którą reprezentowała brytyjska agencja licencyjna Dynamik Music. We współpracy z menedżerem Milesa, Gavinem Prunasem, utwór został licencjonowany przez Deconstruction Records; następnie został licencjonowany przez ponad tuzin innych wytwórni płytowych w Europie za pośrednictwem DBX, Deconstruction, a także pojawił się na kompilacji Platipus Records Volume 2 wydanej na całym świecie przez Dynamik Music.
„Children” odniósł sukces na całym świecie, osiągając szczyt na pierwszym miejscu w ponad 12 krajach i utrzymując tę pozycję przez kilka tygodni. „Children” osiągnął pierwsze miejsce w następujących krajach: Austria (sześć tygodni), Belgia, Dania, Finlandia (trzy tygodnie), Francja (11 tygodni), Włochy, Norwegia (pięć tygodni), Niemcy, Szkocja (trzy tygodnie), Hiszpania, Szwecja (siedem tygodni) i Szwajcaria (13 tygodni); ponadto, według magazynu Billboard, dotarł do pierwszej piątki „w każdym europejskim kraju, który ma listę singli”
.Spędził 13 tygodni na pierwszym miejscu na Eurochart Hot 100, osiągnął drugie miejsce w Wielkiej Brytanii, pozostając na liście przez 17 tygodni, a w USA osiągnął 21. miejsce, utrzymując tę pozycję przez cztery tygodnie. Wraz z przeróbką tematu przewodniego Mission: Impossible przez członków U2 Adama Claytona i Larry'ego Mullena Jr., był to pierwszy raz od listopada 1985 r., kiedy dwa utwory instrumentalne znalazły się jednocześnie w pierwszej trzydziestce listy Billboard Hot 100.
Francuskie kluby nocne zaczęły grać importowaną płytę z Włoch w 1995 roku, co sprawiło, że Francja była jednym z pierwszych krajów, które spopularyzowały ten utwór. Rozprzestrzeniając się w środowisku undergroundowym, od klubów po radio, utwór został tam wydany na licencji przez niezależną wytwórnię płytową w listopadzie 1995 roku. Hiszpania i same Włochy były innymi wczesnymi użytkownikami, którzy wprowadzili utwór do klubów. Klubowe listy przebojów w tych krajach sygnalizowały popularność „Children” w innych krajach: w Danii, odtwarzanie w klubach i radiu nastąpiło po wydaniu singla, podczas gdy w Belgii odtwarzanie w radiu nastąpiło dopiero po przejściu z odtwarzania w klubach, a w Holandii odtwarzanie w radiu było głównym czynnikiem promocji singla. W Niemczech wydanie krajowe nastąpiło po wzroście popytu z odtwarzania w klubach poprzez wydania promocyjne z Wielkiej Brytanii i Włoch.
W USA główną emisją była pionierska stacja muzyki tanecznej z Los Angeles „Groove Radio 103.1”, która wykorzystała „Children” jako swój pierwszy utwór 21 czerwca 1996 r. W Wielkiej Brytanii BBC Radio 1 początkowo nie odtwarzało „Children” na swojej dziennej playliście, chociaż DJ Radio 1 Pete Tong odtwarzał ją przez trzy tygodnie z rzędu w swoim programie Essential Selection w 1996 r. Tong mianował ją Essential Tune of The Week co tydzień przez trzy tygodnie z rzędu, co doprowadziło do szaleńczej wojny licytacyjnej między głównymi brytyjskimi wytwórniami płytowymi. Tymczasem Kiss FM było jednym z pierwszych, które ją odtwarzały, wykorzystując ją nawet w jednej z minutowych reklam telewizyjnych stacji. „Children” osiągnął drugą pozycję na brytyjskiej liście przebojów przed promocją i marketingiem i stał się ósmym najlepiej sprzedającym się singlem roku.

## Teledyski
Billboard przypisuje ostatni etap promocji utworu emisji towarzyszącego mu teledysku w sieciach telewizji muzycznej, takich jak MTV Europe i niemiecka VIVA. Wyprodukowano dwa teledyski, pierwszy wyreżyserował Matt Amos, a premiera odbyła się w listopadzie 1995 r. Zawiera czarno-białe ujęcia małej dziewczynki jadącej samochodem przez zróżnicowany krajobraz. Miejscami akcji są Londyn (Piccadilly Circus i Trafalgar Square), Paryż (widać Wieżę Eiffla), Genewa (place du Molard, rue Coutance), Morges (marina z małymi wieżami) i wieś w Szwajcarii (gdzie urodził się Miles) oraz Francja i Włochy w pobliżu tunelu Mont-Blanc.
Drugi teledysk, nakręcony w Nowym Jorku, wyreżyserowała Elizabeth Bailey, a jego premiera odbyła się w lutym 1996 roku. Został nakręcony w kolorze i zawiera naprzemiennie obrazy Milesa grającego jako DJ na imprezie w klubie nocnym oraz obrazy bawiących się dzieci, nawiązując w ten sposób do obu tematów utworu.

## Wpływ i dziedzictwo
W grze Neo-Geo z 1999 roku, Fatal Fury: Mark of the Wolves, utwór Spread The Wings ma część nawiązującą do głównego utworu.
Po umieszczeniu utworu na kompilacji The Very Best of Euphoria z 2002 roku, TheManAdam, współtwórca serii albumów trance DJ mix Euphoria, powiedział, że „miał on ogromny wpływ na [jego] pokolenie remikserów i producentów, gdy [wszyscy] zaczynali tworzyć trance”.
Amerykańska firma rozrywkowa BuzzFeed umieściła „Children” na 41. miejscu na swojej liście 101 najlepszych piosenek tanecznych lat 90. w 2017 roku.
W 2023 roku Switch Disco oraz angielska piosenkarka i autorka tekstów Ella Henderson intensywnie samplowały „Children” w swoim singlu „React”.